# Sint-Laurentiuskerk (Voerendaal)
De Sint-Laurentiuskerk in Voerendaal (Zuid-Limburg) is een rooms-katholieke kerk die oorspronkelijk uit de 11e eeuw stamt. Van deze oorspronkelijke kerk rest thans alleen de romaanse toren. De huidige eenbeukige kruiskerk bestaat uit een middenschip dat dateert uit 1840 en een dwarsbeuk, priesterkoor en apsis uit 1917. De toren is ongeleed, met binnenin de doopkapel met een vont uit de 12e eeuw, vervaardigd uit Naamse steen. Het is de enige kerk van het dorp (Kunrade niet meegerekend) en bevindt zich in het centrum van Voerendaal. Het gebouw is een rijksmonument.
De kerk werd in 1049 door Paus Leo IX geconsacreerd en is de enige door een paus ingewijde kerk van Nederland. Leo IX reisde na de vele verwoestingen die de Noormannen achterlieten de wereld rond met als intentie de bevolking opnieuw te bekeren tot het christendom. In augustus 1049 bezocht hij Aken, vergezeld door bisschop Odo van Toul, die onder meer het grondgebied rond Heerlen bezat. Op 10 augustus, de dag van de heilige martelaar Laurentius, vond de inwijding plaatst op verzoek van Odo (zoals verondersteld). Voerendaal was in de eerste jaren van het bestaan van de kerk het centrum van het geloof in de regio. Pas in de 12e eeuw werd Heerlen door Theoderich van Are kerkelijk losgemaakt van Voerendaal en werd daar de Sint-Pancratius parochie opgericht.
Het oorspronkelijke kerkgebouw was net als de hiervan resterende toren uitgevoerd in Kunradersteen, een mergelachtig gesteente dat plaatselijk gewonnen wordt en waaruit ook een groot aantal andere kerken in Limburg is opgetrokken. Het huidige uit rode baksteen opgetrokken middenschip werd in 1840 gebouwd door architect Jean Dumoulin ter vervanging van een ouder kerkgebouw, waarvan vrij weinig bekend is. Het is een zogenaamde waterstaatskerk, gebouwd met financiële steun van de landelijke overheid. De inzegening van het nieuwe kerkgebouw vond plaats in 1841. In 1917 werd de uitbreiding aan de oostzijde, bestaande uit een transept en een nieuw koor, gebouwd, waarbij de verantwoordelijke architect, Jan Stuyt, opnieuw gebruikmaakte van Kunradersteen. Een grote renovatie van het geheel volgde in 1984, waarna in 2011 nogmaals een grote renovatie volgde. Hierbij is o.a. de kerktoren opnieuw gevoegd, het loodwerk vervangen, de torenspits met haan gerestaureerd en het complete uurwerk met verlichting en de bliksemafleiders werden vervangen. Ook is wederom het binnen schilderwerk aangepakt en zijn de uit mergelsteen bestaande muren van de oude begraafplaats en de smeedijzeren toegangspoort gerestaureerd. In 2012 volgde nog een restauratie van het grote kerkorgel na de voorgaande restauratie in 1976.
Aan de buitenzijde van het rechtertransept werd in 1948 het Verzetsmonument geplaatst.

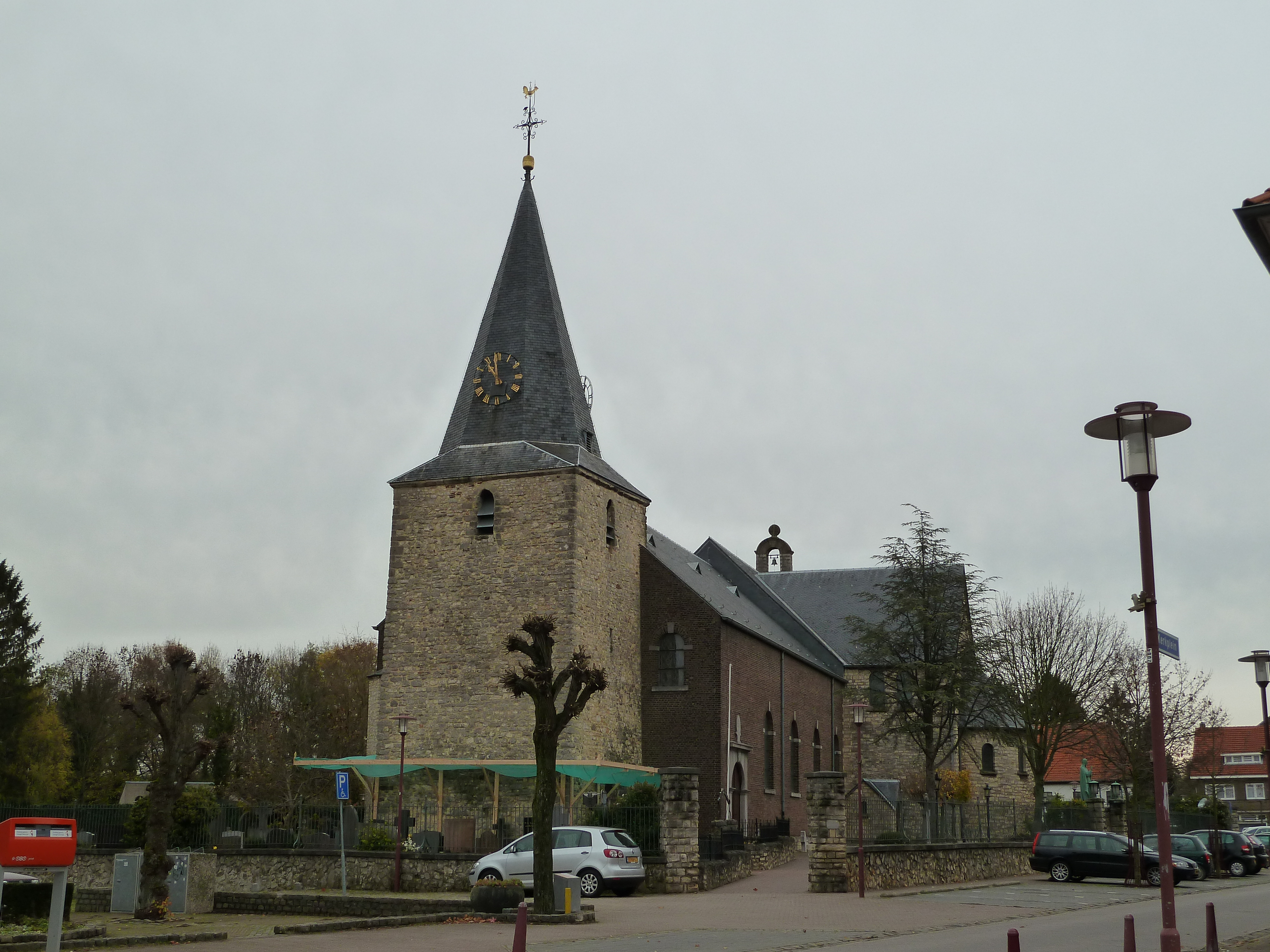
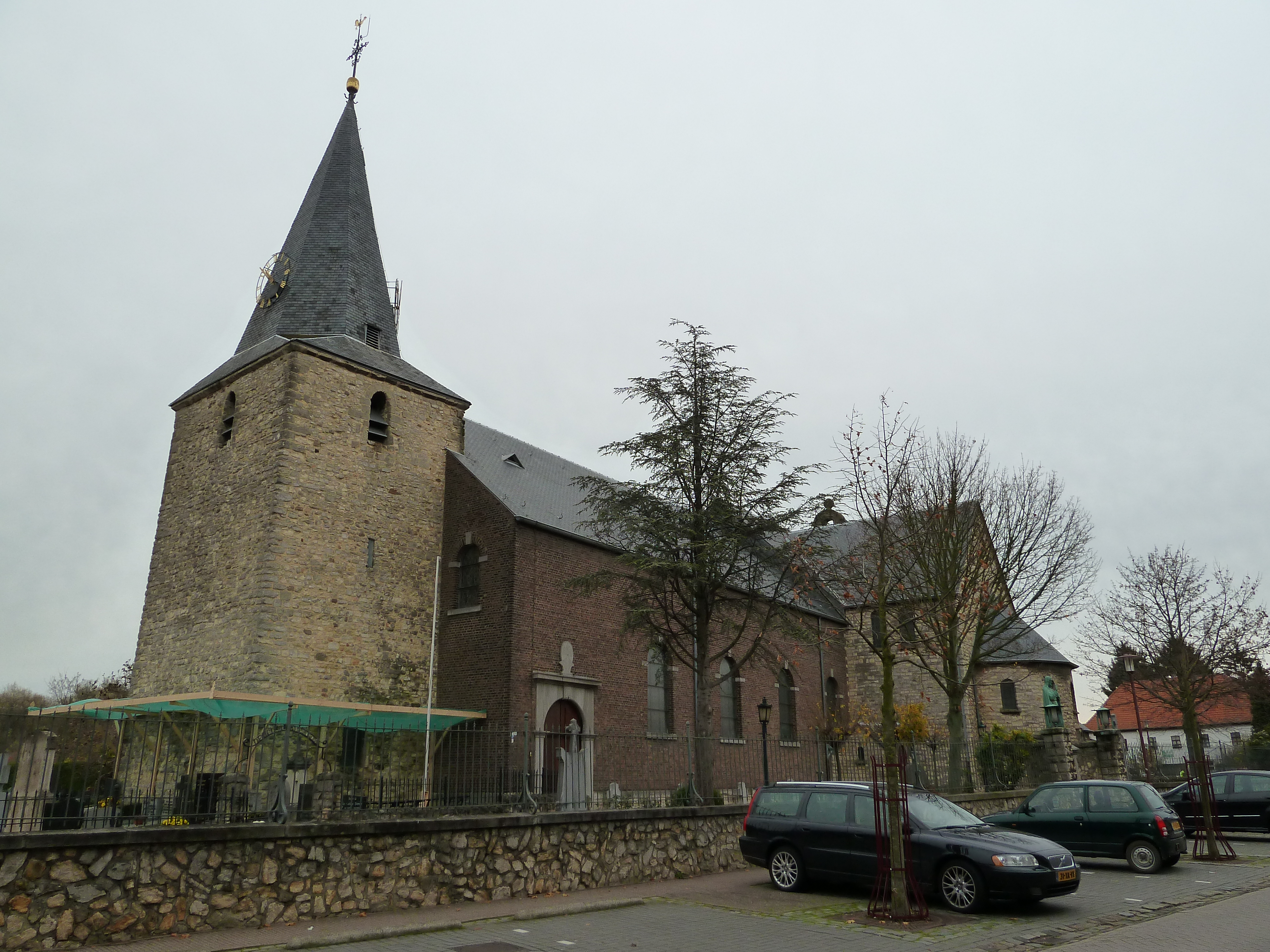
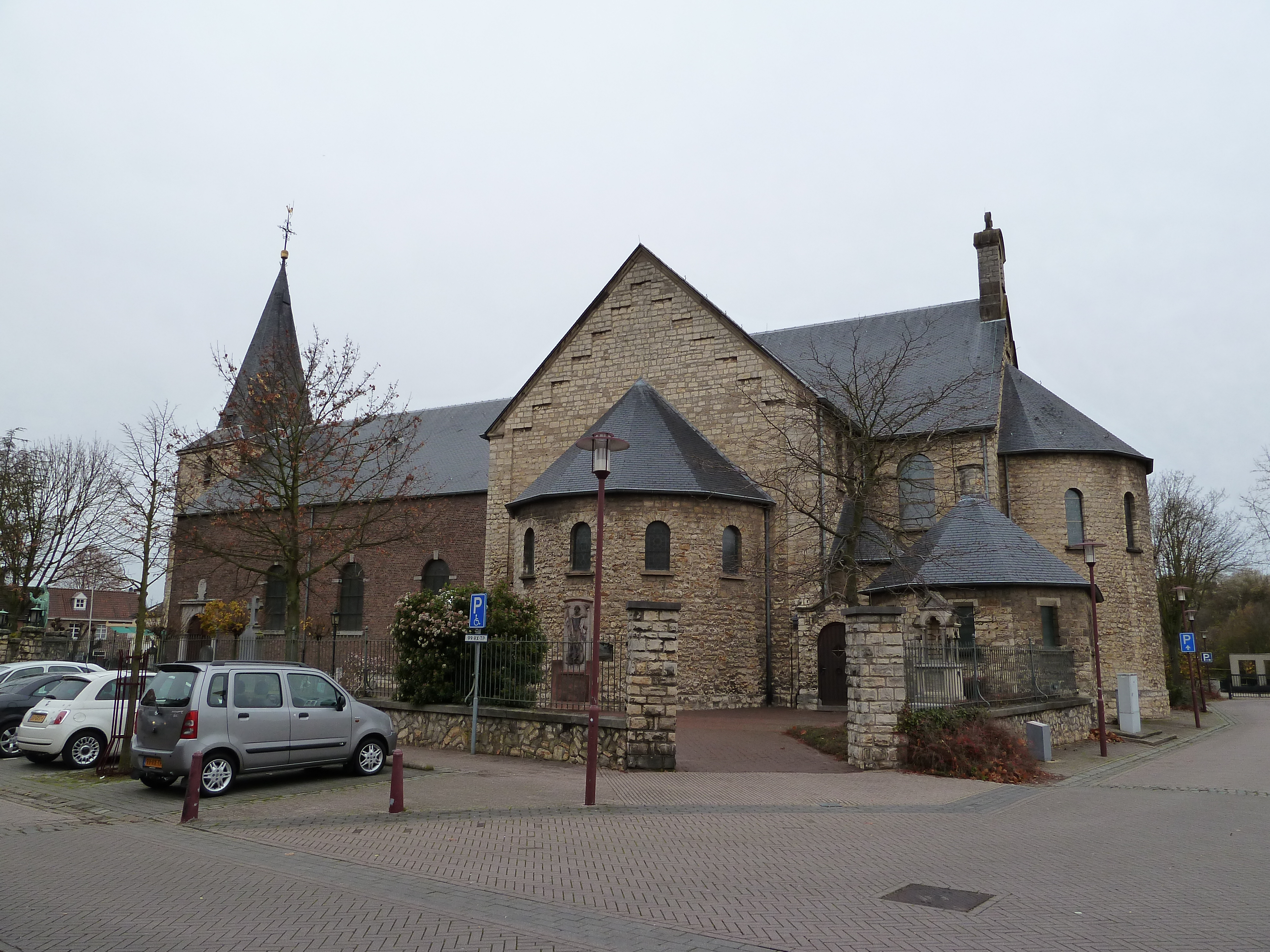
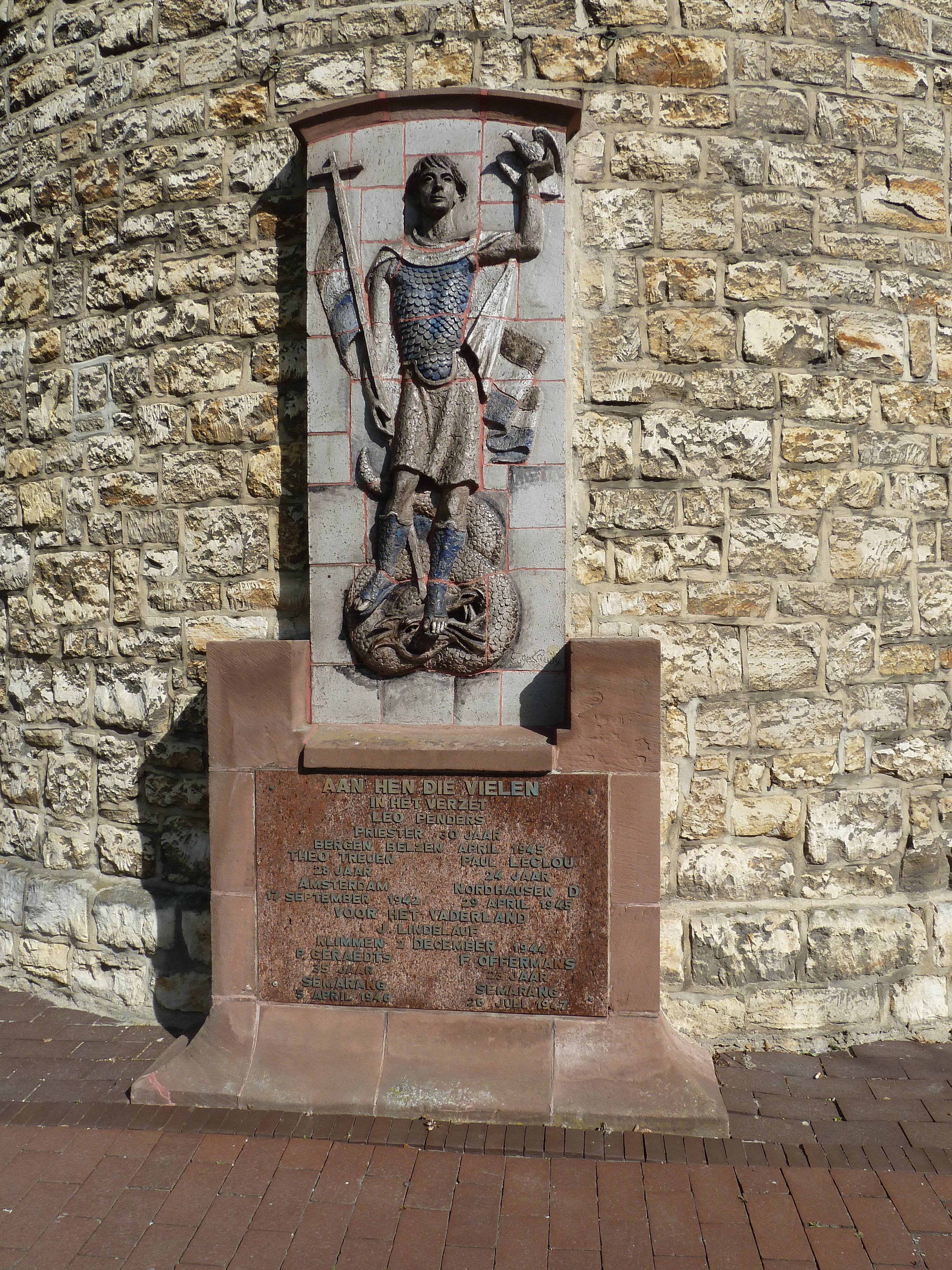
Verzetsmonument
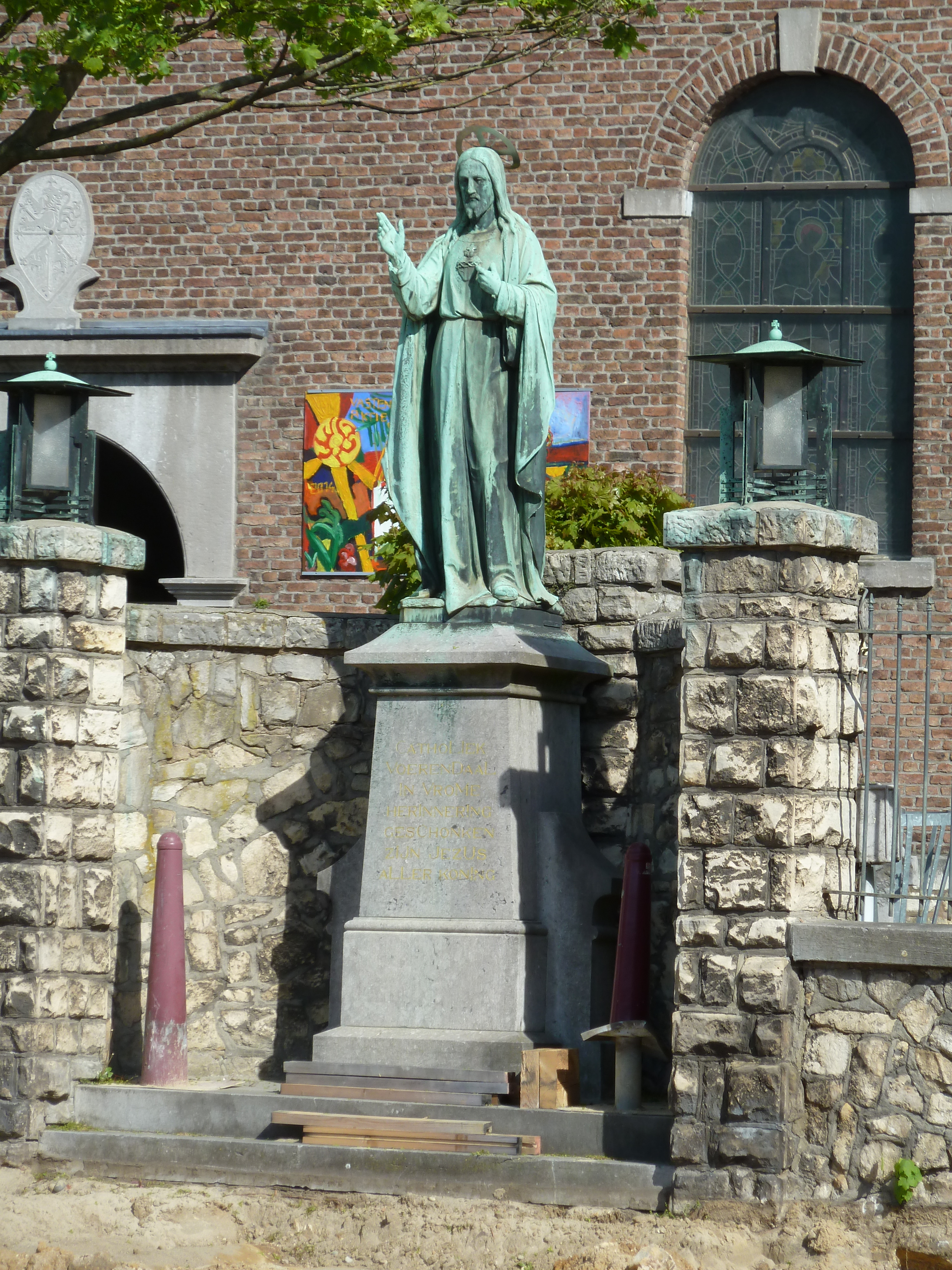
Heilig Hartbeeld bij de kerk